# Tetrastigma lawsonii
Tetrastigma lawsonii är en vinväxtart som först beskrevs av George King och fick sitt nu gällande namn av Herb. Kew. 
Tetrastigma lawsonii ingår i släktet Tetrastigma och familjen vinväxter. Inga underarter finns listade i Catalogue of Life.